# ليغا برو 1992-93
ليغا برو 1992-93 (بالبرتغالية: Liga de Honra de 1992–93‏) هو موسم من ليغا برو. فاز فيه إستريلا دا أمادورا.